# Iputinga
O bairro da Iputinga integra a 4ª Região Político-Administrativa do Recife (RPA-4), a Oeste da cidade. Está localizado entre os seguintes bairros: Várzea, Caxangá, Cidade Universitária, Engenho do Meio, Cordeiro e, através do Rio Capibaribe, Poço e Monteiro.

## História
O bairro da Iputinga surgiu na área conhecida como Várzea do Capibaribe, região ocupada, anteriormente, por vários engenhos de açúcar que deram origem a muitos bairros recifenses, entre os quais Várzea, Engenho do Meio e Cordeiro.
A povoação a princípio era denominada Ipuera (do tupi: y puera = rio velho)  palavra indígena usada para designar “lugar do campo que se enche d’água no inverno, permanecendo alagada por algum tempo”. O nome atual, Iputinga, vem provavelmente da contração "ipuera" + "tinga".
O bairro é considerado "Bairro dos Artistas", era inicialmente um lugar apropriado para a agroindústria do Açúcar.
Situado às margens do Rio Capibaribe, o bairro quase foi totalmente destruído durante a grande enchente de 1975. Depois dessa catástrofe, foi criado o Movimento Artístico Iputinga Bairro dos Artistas, com o objetivo de refazer o bairro.

## Edificações
Na Iputinga, mais precisamente na Avenida Caxangá, que a corta, está o Hospital Barão de Lucena, hospital público de administração estadual.
Também fica na Iputinga o prédio de administração central do DETRAN-PE - Departamento Estadual de Trânsito.

## Subúrbios
Pertencentes ao bairro da Iputinga encontram-se, denominadas e delimitadas, as seguintes comunidades:
- Barbalho;
- Caiara;
- Detran;
- Monsenhor Fabrício.

## Demografia
- Área: 434 ha.
- População: 52.200 habitantes[nota 1]
- Densidade demográfica: 120,22 hab./ha.[1]

## Educação
No bairro da Iputinga encontram-se as seguintes instituições escolares:
Escolas privadas
- Centro de Desenvolvimento da Criança;
- Centro Educacional da Iputinga;
- Colégio Brilho de Jesus;
- Colégio e Curso Desafio;
- Colégio Decisão;[9]
- Colégio Expor a Mente
  - Unidade I
  - Unidade II
- Escola Crescer;
- Escola Criar e Recriar;

Municipais
- Creche Escolar Recife Miguel Arraes de Alencar;
- Creche Municipal Casinha Azul;
- Creche Municipal João Eugênio;
- Creche Municipal Lua Luar;
- Escola Municipal da Iputinga[10]